# Aleix Febas
Aleix Febas, né le 2 février 1996 à Lérida en Espagne, est un footballeur espagnol qui évolue au poste de milieu de terrain au Elche CF.

## Biographie

### Formation au Real Madrid
Après être passé par le club de sa ville natale, l'UE Lleida, Aleix Febas rejoint en 2009 le centre de formation du Real Madrid. Le 5 juillet 2015 Febas est intégré à la Castilla, l'équipe réserve, et il se retrouve sous les ordres de Zinédine Zidane. Il devient un titulaire régulier lorsque Santiago Solari reprend l'équipe et il prolonge son contrat en novembre 2016. Cependant il ne dispute toujours aucun match avec l'équipe première.

### Real Saragosse
Le 11 juillet 2017, Febas est prêté pour la saison 2017-2018 au Real Saragosse, en deuxième division.

### Albacete Balompié
Pour la saison 2018-2019, il est à nouveau prêté en deuxième division mais cette fois-ci à l'Albacete Balompié.

### RCD Majorque
Le 12 juillet 2019, Aleix Febas s'engage librement pour quatre ans avec le RCD Majorque, tout juste promu en première division.

### Málaga CF
Le 7 janvier 2022, Aleix Febas est prêté jusqu'à la fin de la saison au Málaga CF. Le club dispose d'une option d'achat pour ce prêt.
Le 4 juillet 2022, Febas s'engage définitivement avec le Málaga CF. Il signe un contrat courant jusqu'en juin 2025.

### Elche CF
Le 7 juillet 2023, Aleix Febas s'engage en faveur de l'Elche CF pour un contrat de trois ans, soit jusqu'en juin 2026.